# شهرستان چاآ-خولسکی
شهرستان چاآ-خولسکی (به لاتین: Chaa-Kholsky District) یک شهرستان در روسیه است که در تووا واقع شده‌است.